# Радужний (Владимирська область)
Радужний (рос. Радужный) — місто у Владимирській області Російської Федерації. Утворює окремий міський округ.
Входить до складу муніципального утворення міський округ Радужний. Населення становить 18 471 особу (2018).

## Населення
| 1976    | 1983    | 1996    | 1998    | 2000    | 2001    | 2002    |
| ------- | ------- | ------- | ------- | ------- | ------- | ------- |
| 2400    | ↗10 000 | ↗17 400 | ↗17 900 | ↗18 500 | →18 500 | ↘17 506 |
| 2003    | 2005    | 2006    | 2007    | 2008    | 2010    | 2011    |
| ↘17 500 | ↗17 700 | ↗17 800 | →17 800 | ↗17 811 | ↗18 211 | ↘18 200 |
| 2012    | 2013    | 2014    | 2015    | 2016    | 2017    | 2018    |
| ↗18 399 | ↗18 466 | ↘18 368 | ↗18 369 | ↗18 432 | ↗18 535 | ↘18 471 |